# Escopetarra

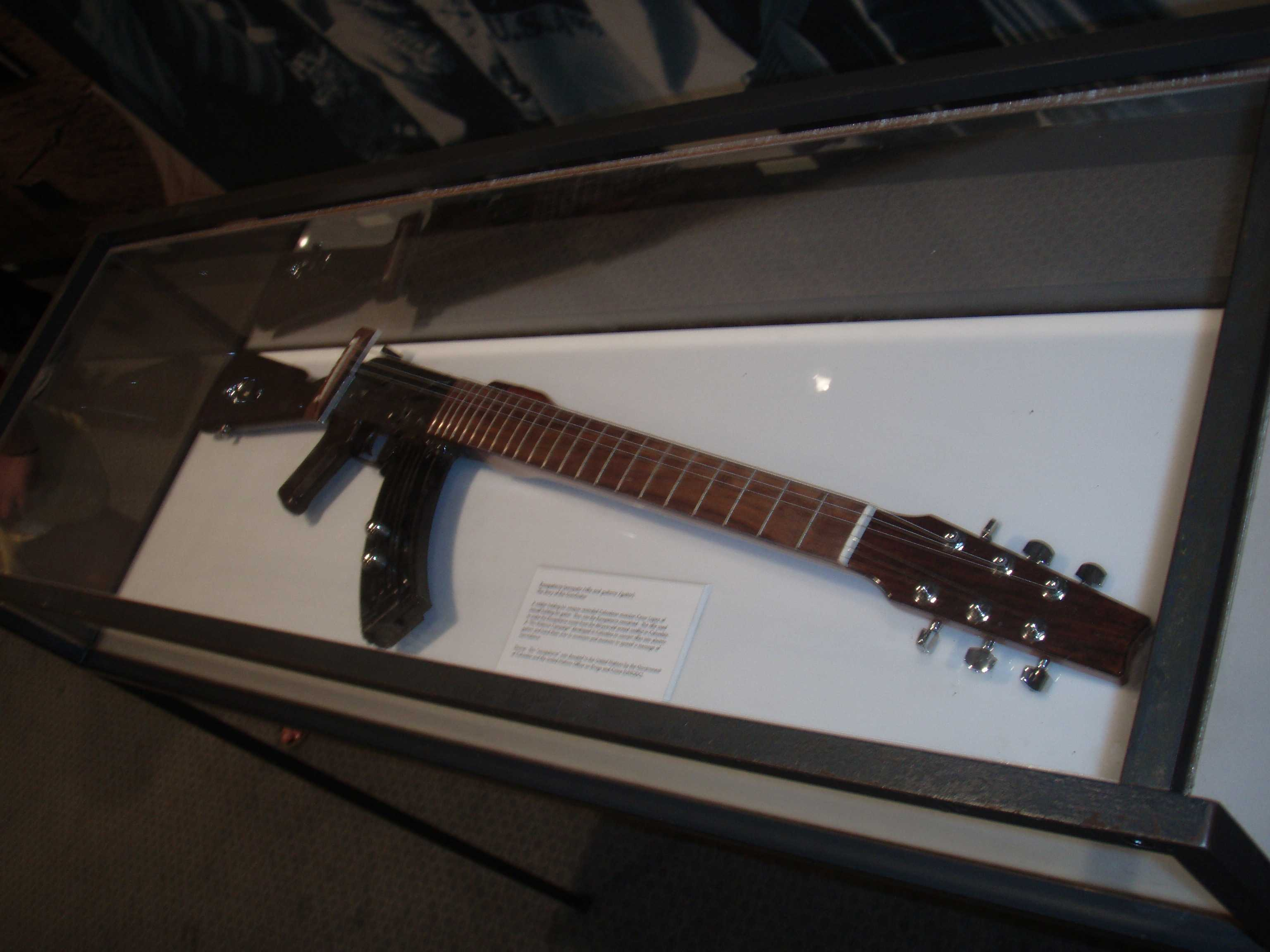
Egy escopetarra az ENSZ központjában kiállítva.

Az escopetarra átalakított fegyverből készült gitár, amely békeszimbólumként szolgál. Neve szóösszerántás a spanyol escopeta (lőfegyver) és guitarra (gitár) szavakból.

## Története
Az escopetarrákat César López kolumbiai békeaktivista találta ki 2003-ban egy összejövetelen a bogotai El Nogal Clubban történt robbantás után, amikor meglátott egy katonát aki fegyverét egy gitárhoz hasonlóan tartotta. Az első escopetarra 2003-ban egy Winchester karabélyból és egy Fender Stratocaster elektromos gitárból készült.
Először öt escopetarra készült, amiből négyet Juanes kolumbiai zenész, Fito Páez argentin zenész, az ENSZ Fejlesztési Program és Bogotá város önkormányzata kapta, míg egyet López tartott meg magának. Juanes később egy gyalogsági aknák áldozatainak megsegítésére Beverly Hillsben rendezett árvéresen 17 000 dollárért eladta a saját escopetarráját, míg az ENSZ-nek adott escopetarrát kiállították a 2006. júniusi ENSZ Lefegyverzési Konferencián.
2006-ban López további 12 hatástalanított AK–47-es gépkarabélyt szerzett be a kolumbiai békebiztos hivatalától; miután gitárrá alakította át őket, olyan híres énekeseknek szeretné adni, mint Shakira, Carlos Santana és Paul McCartney, illetve olyan politikai szereplőknek, mint a dalai láma. Jóllehet, a dalai láma személyzetének egy tagja visszautasította López ajánlatát, helytelenítve egy fegyver ajándékozását; López bejelentette, hogy igyekezni fog szándékát jobban megmagyarázni.

## Fordítás
- Ez a szócikk részben vagy egészben  az   Escopetarra című angol Wikipédia-szócikk ezen változatának fordításán alapul.  Az eredeti cikk szerkesztőit annak laptörténete sorolja fel. Ez a jelzés csupán a megfogalmazás eredetét és a szerzői jogokat jelzi, nem szolgál a cikkben szereplő információk forrásmegjelöléseként.